# Tháp Cieśli

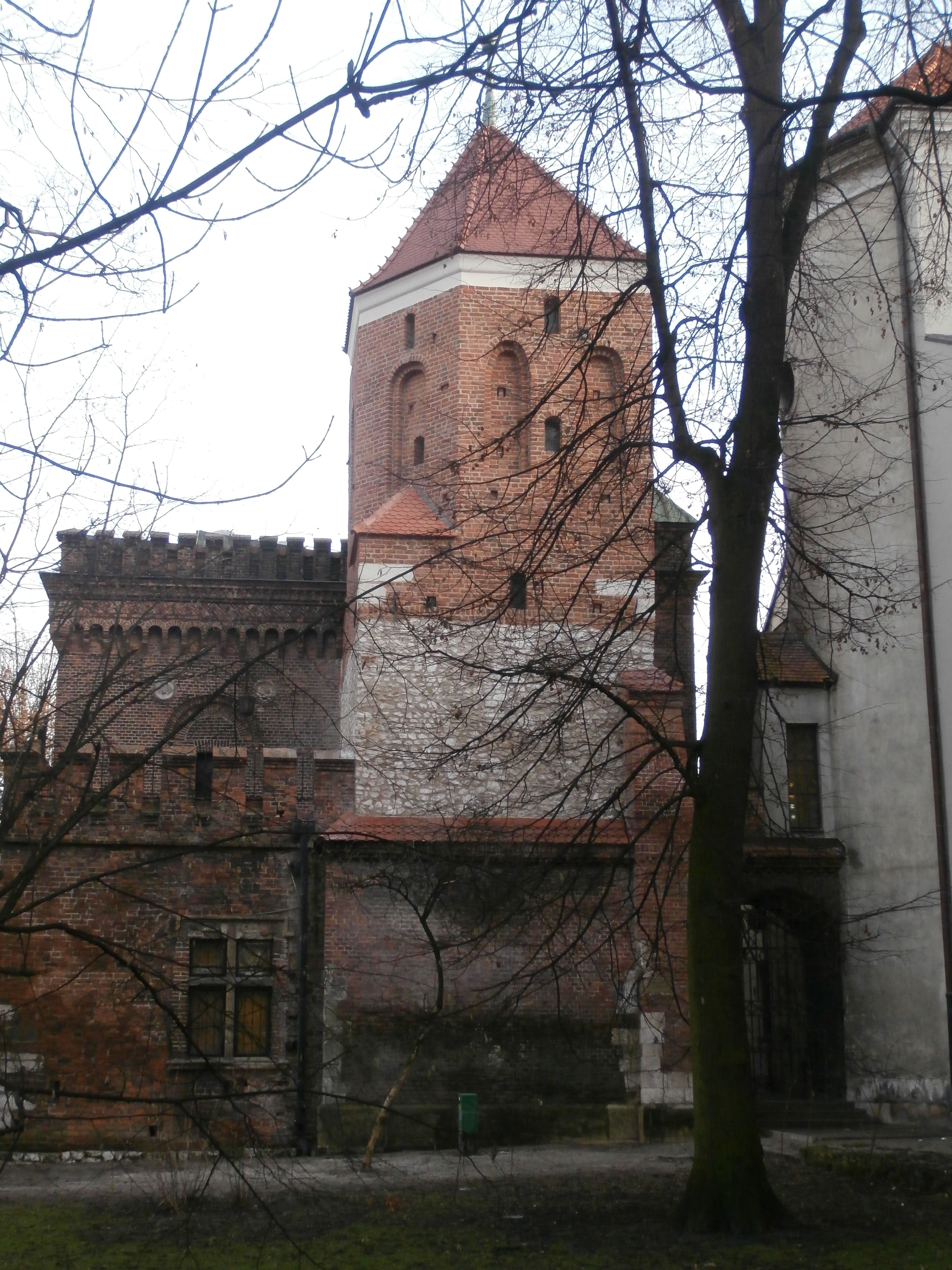
Tháp Cieśli

Tháp Cieśli hay còn biết đến với tên khác là tháp Ciesielska, đây là 1 trong 3 tòa tháp còn được lưu giữ và bảo tồn trong hệ thống bức tường phòng phủ thành phố Krakow cho đến ngày nay (bên cạnh tháp Pasamoników và tháp Stolarzy).

## Mô tả tháp
Tháp Cieśli là một tòa tháp vuông, có ba tầng, riêng tầng cuối cùng có hình lục giác, được xây theo phong cách kiến trúc Gothic. Nó thuộc sở hữu của Bảo tàng Princes Czartoryski. Cho đến nay, tòa tháp không mở cửa cho khách du lịch. Trong phần hình lục giác của tháp, có các gốc hình vuông ở phía dưới, kết thúc bằng một vòm hình bán nguyệt ở trên cùng. Phần dưới mái của tòa tháp được xây theo phong cách vương niệm, phía trên được che bởi mái ngói đỏ, trên đỉnh có gắn kim tự tháp hình lục giác. Tòa tháp nằm ở phía sau Nhà thờ Przemienienia Pańskiego.

## Lịch sử
Tháp Cieśli được xây dựng vào thế kỷ 14, trên một khối tháp vuông và đây là tòa tháp duy nhất trong bức tường nằm giữa cổng Florian và Sławkowska. Vào thế kỷ 15, tòa tháp được xây dựng thêm tầng thứ ba, có hình lục giác. Cùng với Tháp Mieczników ở phía tây, Tháp Cieśli tạo thành một tổ hợp hỗ trợ Cổng Sławkowska, và cùng với Tháp Stolarzy ở phía đông, nó tạo thành một tổ hợp hỗ trợ Cổng Florian từ phía tây. Vào đầu thế kỷ 19, Tháp Cieśli, cùng với phần còn lại của các bức tường thành phố của Krakow, đã bị lên kế hoạch cho việc phá hủy. Tuy nhiên việc này đã vấp phải sự phản đội mạnh mẽ từ công chúng, đứng đầu trong phòng trao bảo vệ chúng là Giáo sư Feliks Radwanski. Vào ngày 13 tháng 1 năm 1817, Radwański đã giành chiến thắng tại Thượng viện Cộng hòa Krakow về việc giữ lại chúng cho thế hệ sau. Năm 2015, Tháp Cieśli đã được cải tạo toàn diện, trong đó toàn bộ gạch đã được thay thế, các bức tường được làm sạch và nội thất của tòa tháp đã được cải tạo.